# Ресоціалізація (право)
Ресоціалізація (лат. re (повторне, відновлювальна дія) + лат. socialis (суспільний), англ. resocialization, нім. Resozialisierung) — в загальному значені, це пристосування людини до життя в новому співтоваристві. Наприклад еміграція, набуття нового віросповідання, входження в інший соціальний клас.
В значенні правового терміна під ресоціалізацією розуміють, свідоме відновлення засудженого в соціальному статусі повноправного члена суспільства. Необхідною умовою для ресоціалізації є виправлення засуджених. (ч.1, 2 ст.6 Кримінально-виконавчий кодекс України).
Основними засобами виправлення та ресоціалізації є встановлений порядок виконання та відбування покарання (режим), праця, соціально-виховна робота, навчання та громадський вплив. Ці засоби застосовуються з урахуванням виду покарання, особи засудженого, характеру та ступеня суспільної небезпеки і мотивів вчиненого злочину, а також поведінки засудженого під час відбування покарання. (ч.3, 4 ст.6 Кримінально-виконавчий кодекс України).
Окрім того, ресоціалізація злочинців є метою відновного правосуддя і реституційної юстиції.